# Portorická kuchyně

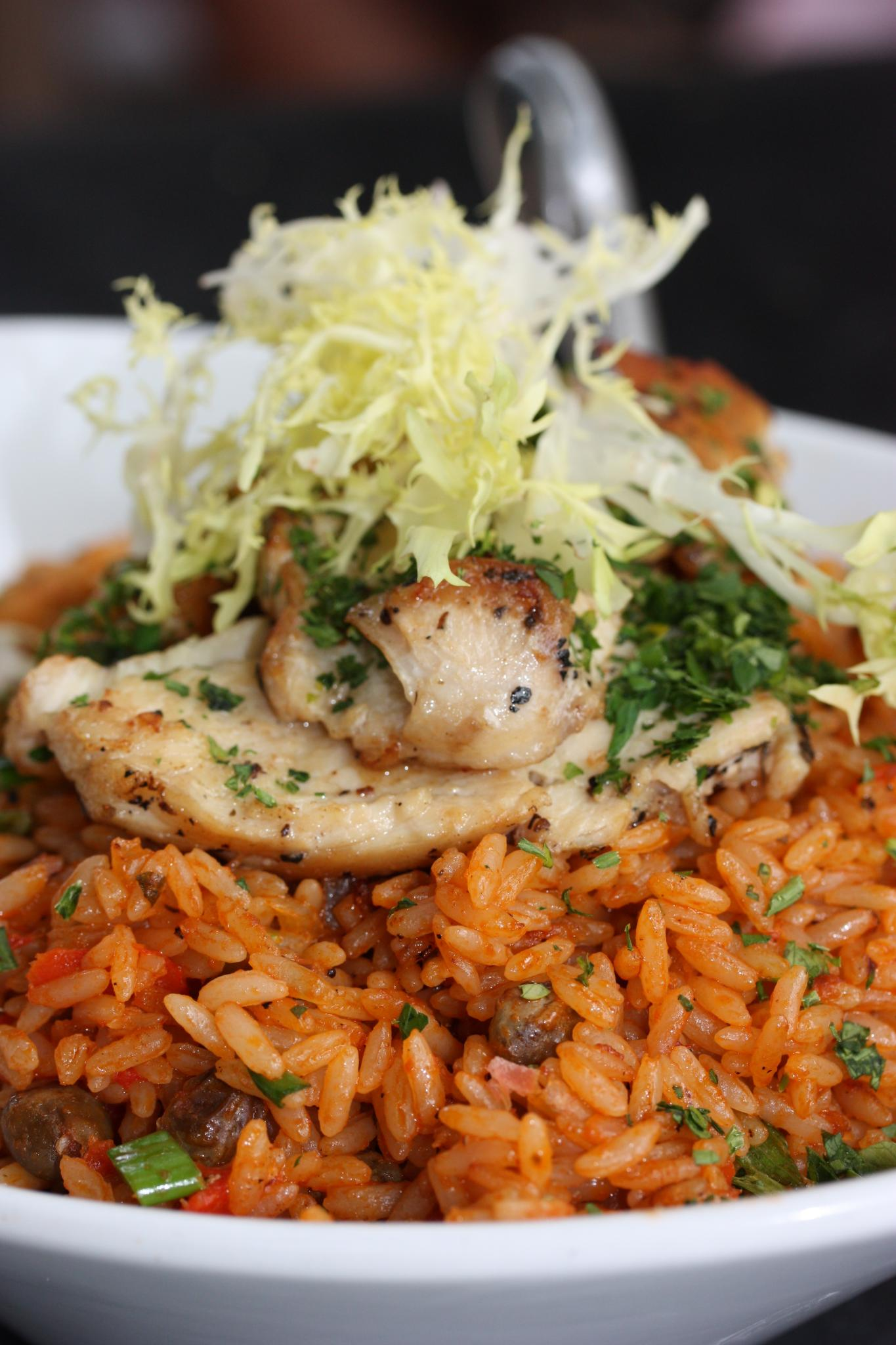
Arroz con graduales

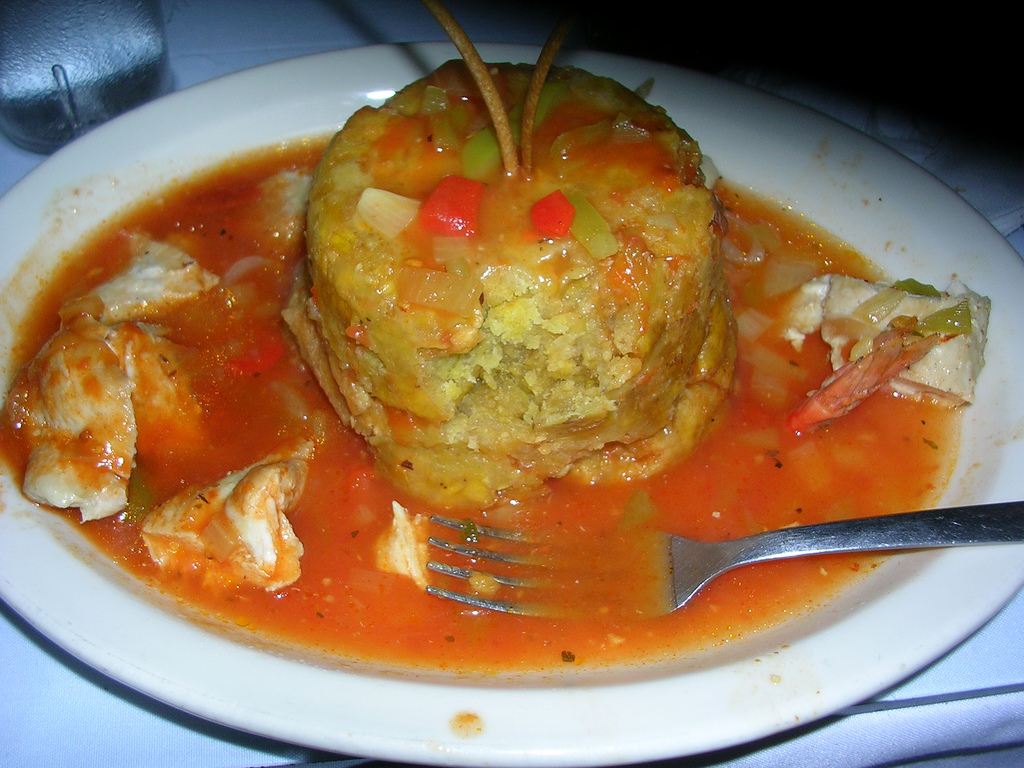
Mofongo

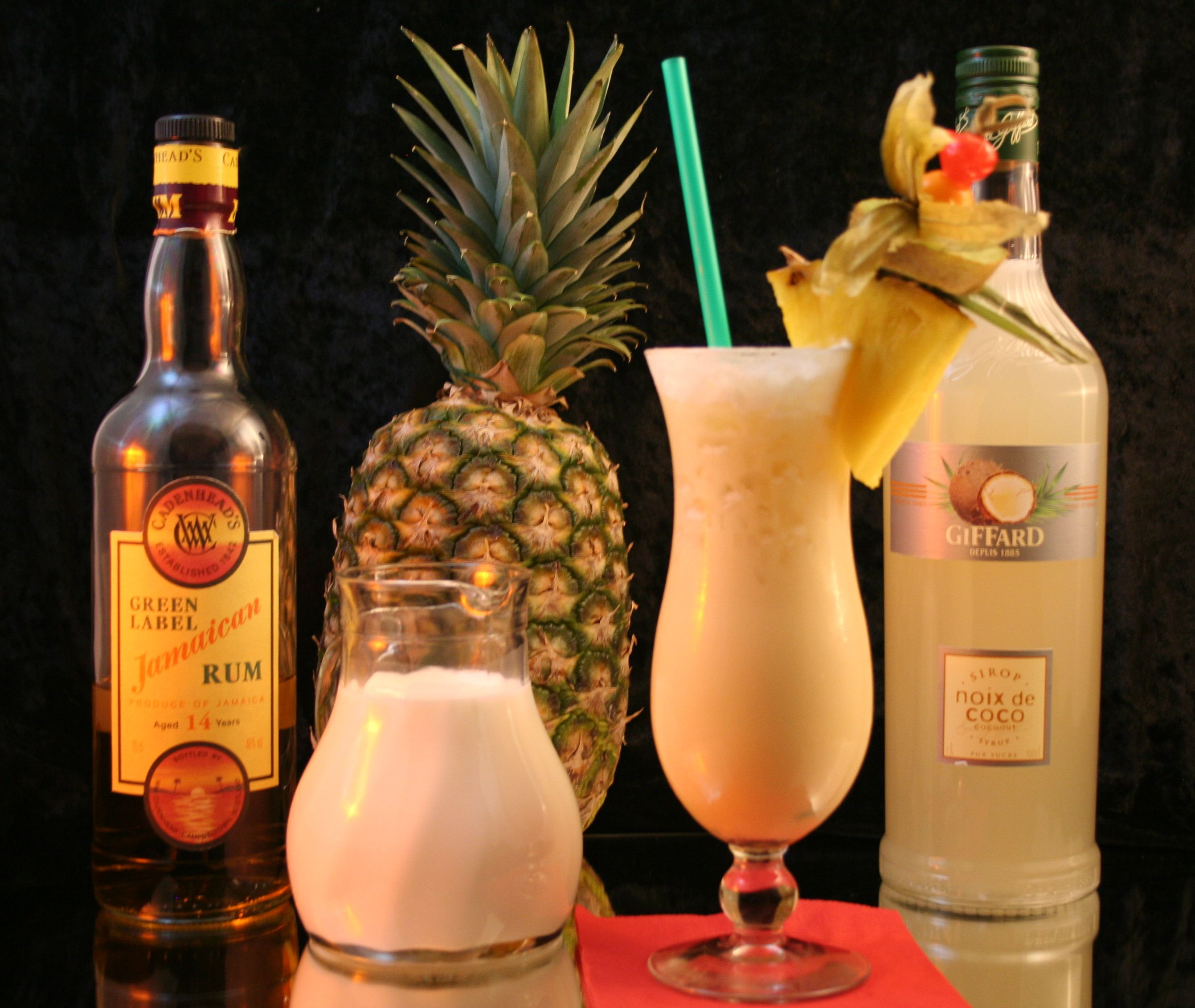
Piña colada

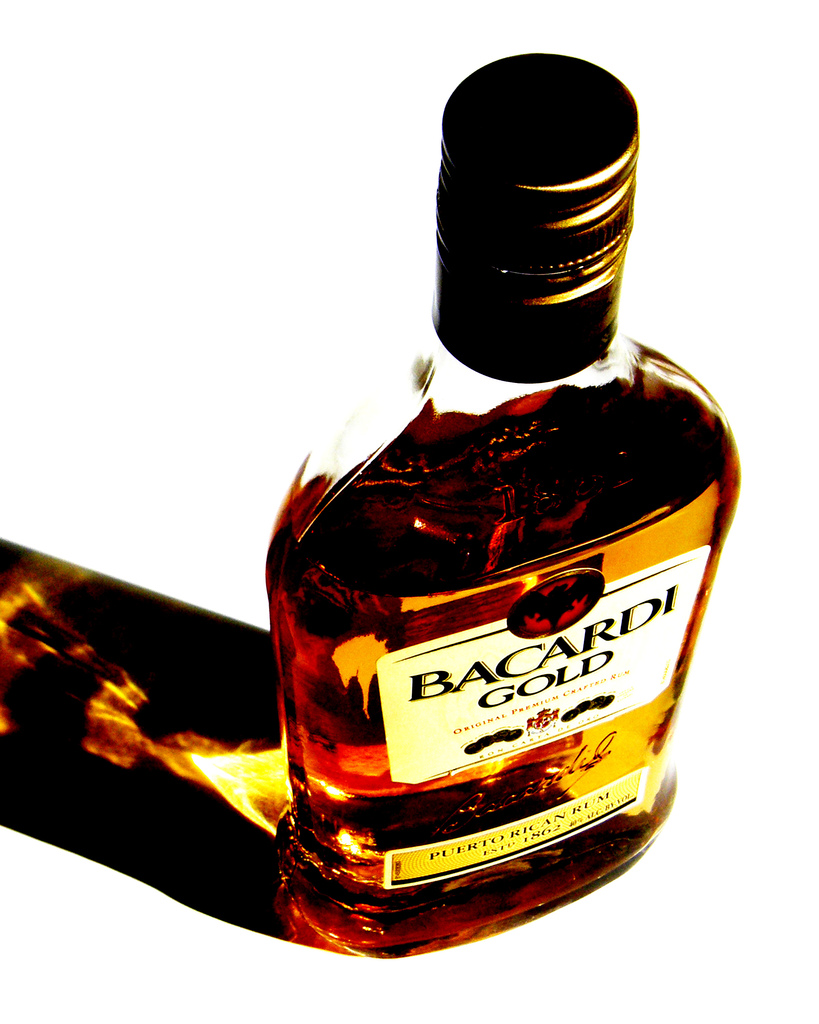
Lahev rumu Bacardí

Portorická kuchyně (španělsky: Gastronomía de Puerto Rico, anglicky: Puerto Rican cuisine) vychází z různých vlivů, které na Portoriku působily, ovlivněna byla především španělskou kuchyní, africkou kuchyní, kuchyní místních indiánských kmenů (Taínů), ale i kuchyní USA. Je velmi podobná ostatním kuchyním Latinské Ameriky. Mezi základní suroviny portorické kuchyně patří rýže, fazole nebo maniok. Používá se i maso (především vepřové), ryby, mořské plody nebo tropické ovoce (guava a papája).

## Příklady portorických pokrmů
Příklady portorických pokrmů:
- Arroz con gandules, opečená směs rýže, holubího hrachu a vepřového masa[3]
- Mofongo, původně africký pokrm z hmoty z rozmačkaných plantainů, plněný masem, slaninou nebo mořských plodů, podávaný s omáčkou
- Empanada, plněná kapsa z těsta
- Sancocho, vývar s kořenovou zeleninou a kukuřicí
- Tostones, plátky smažených plantainů
- Lechón asado, opékané sele
- Arroz y habichuelas, směs rýže a fazolí, často s dalšími ingrediencemi
- Quesito, sladké pečivo plněné sýrem
- Pastel, těsto vařené v banánovém listě, obdoba mexických tamales
- Piraguas, dezert z drceného ledu, ochucený ovocným sirupem
- Flan, dezert z pudinku a karamelu

### Galerie

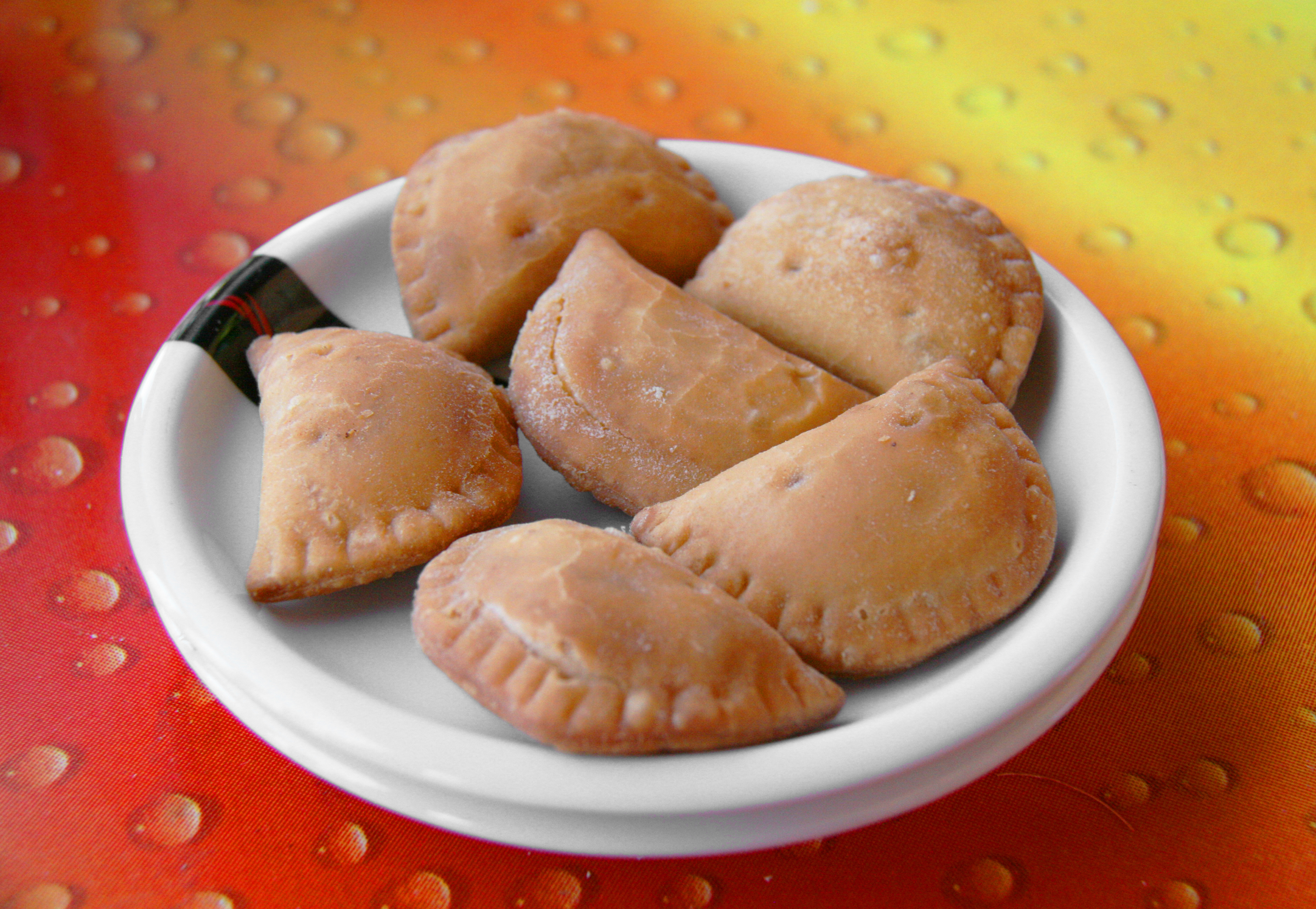
Empanady
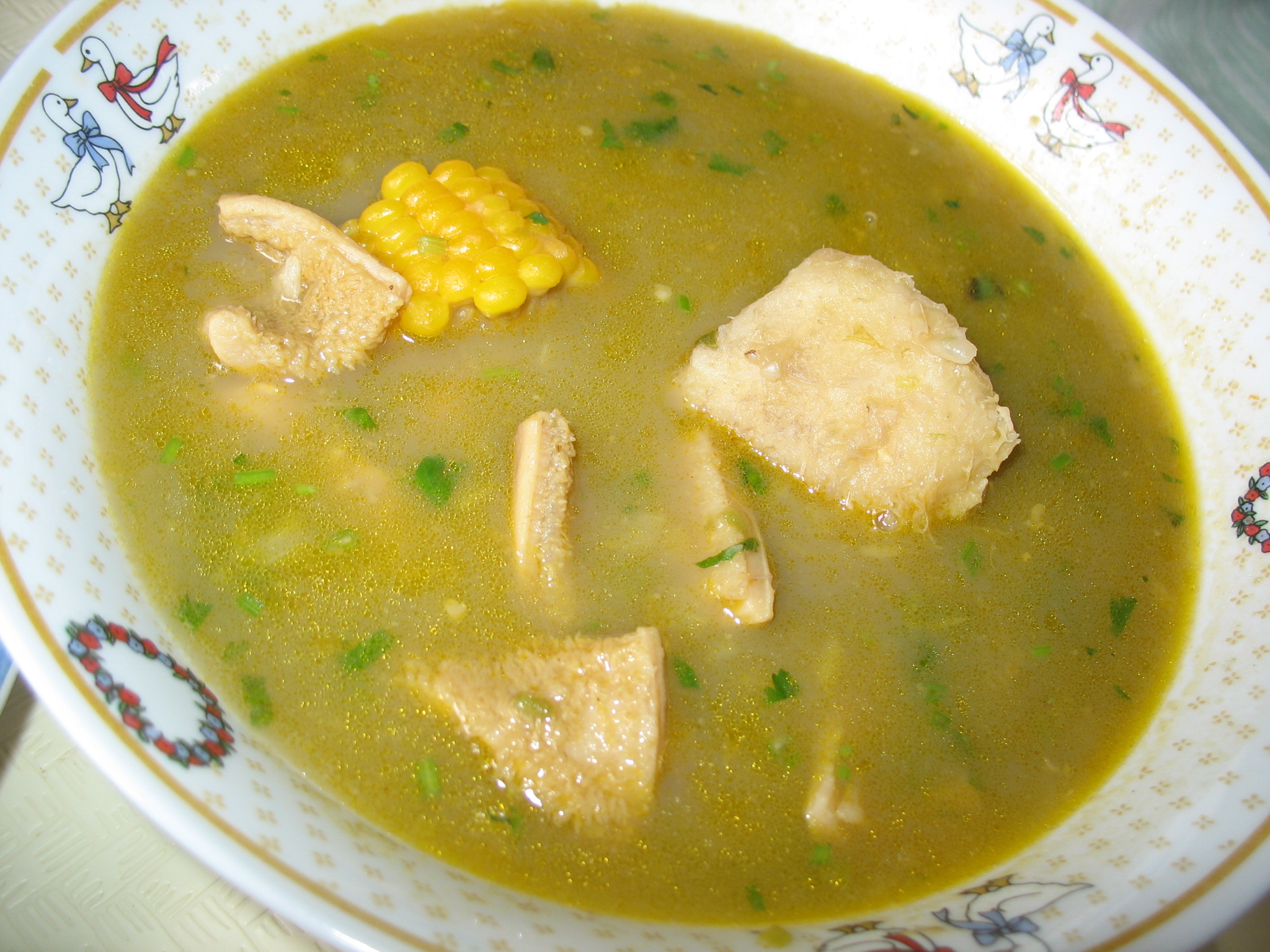
Sancocho
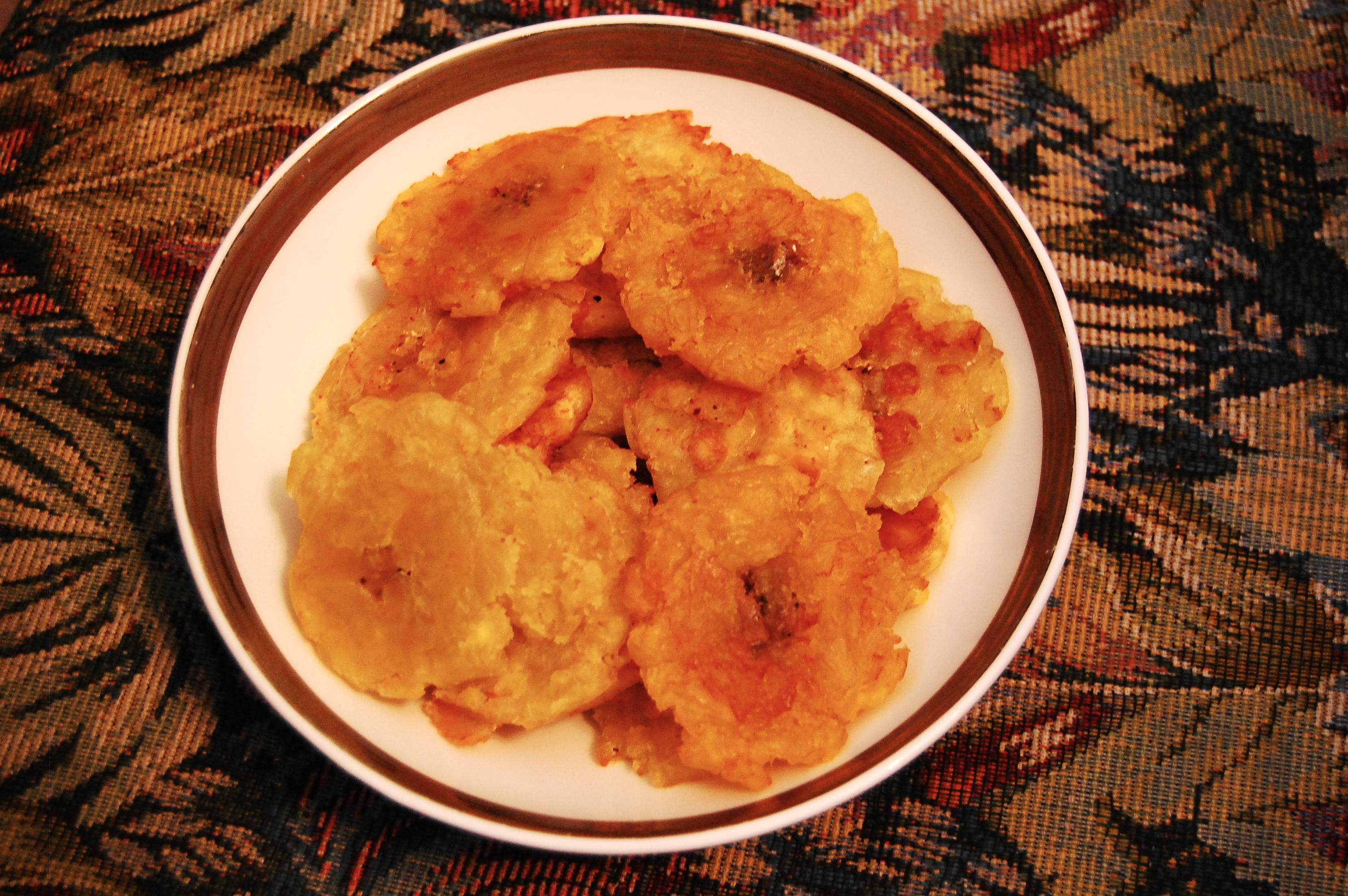
Tostones
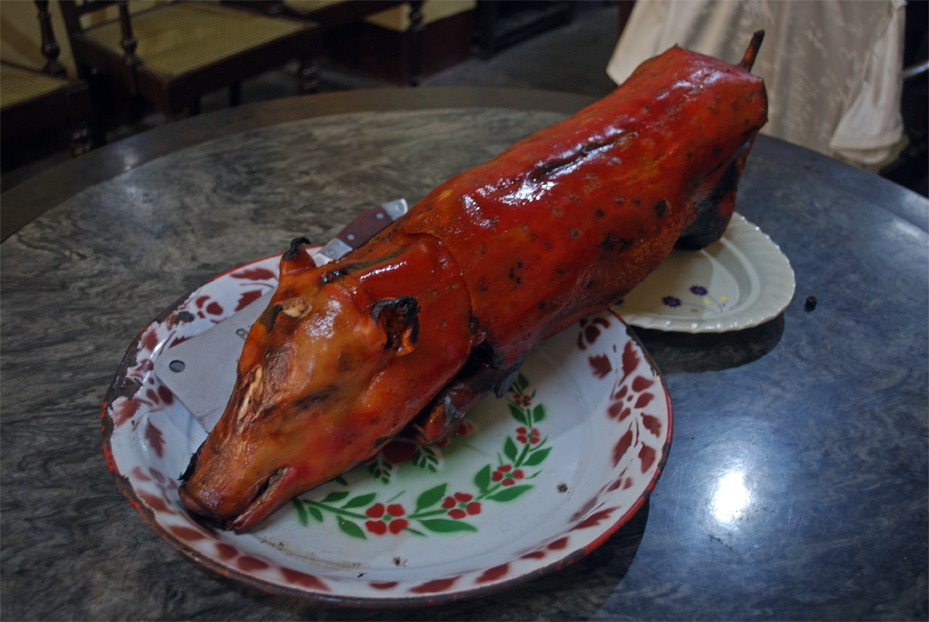
Lechón asado
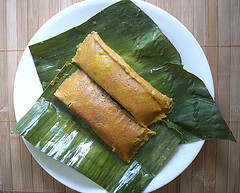
Pastel
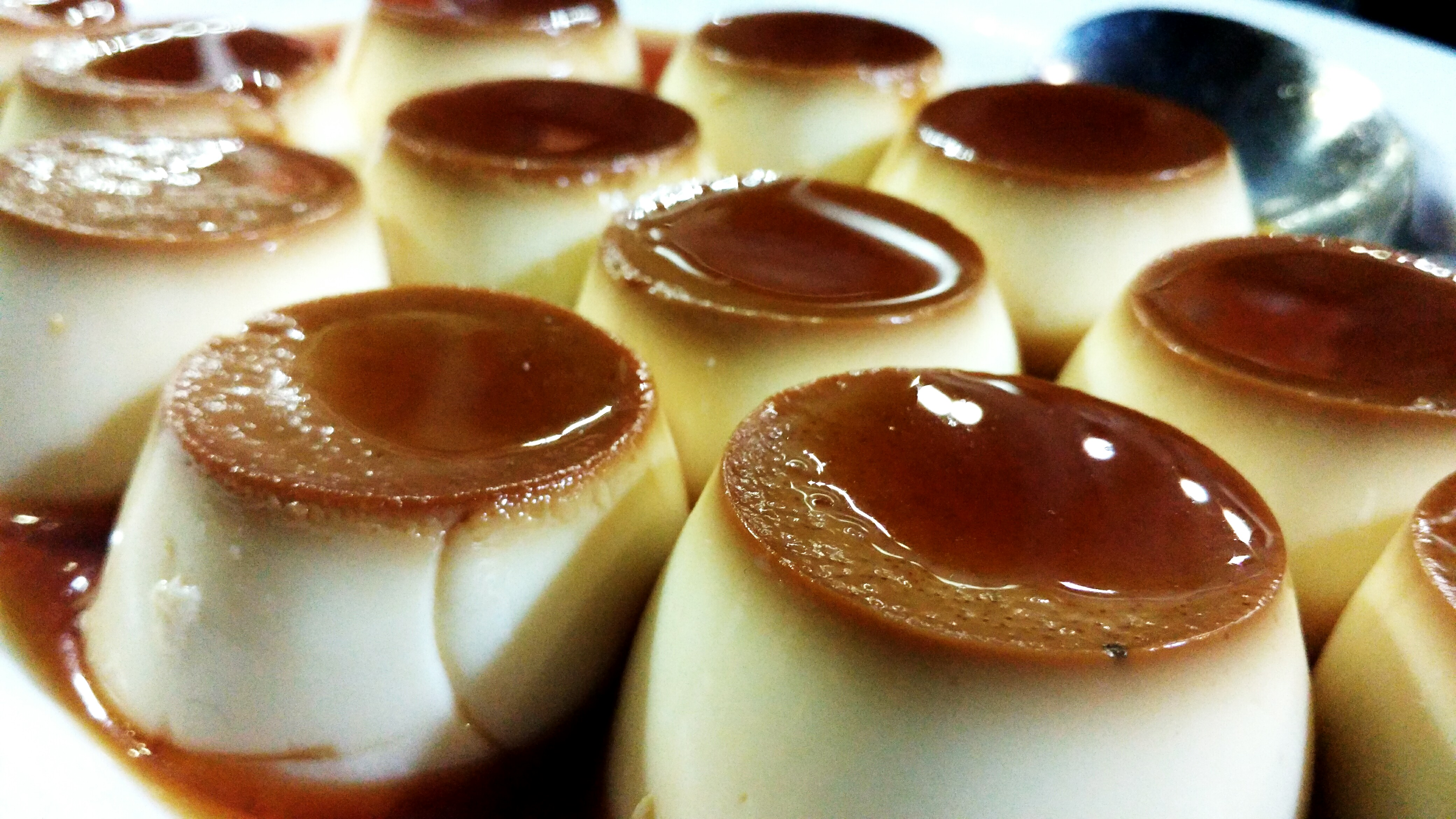
Flan

## Příklady portorických nápojů
Příklady portorických nápojů:
- Rum, Portoriko je známé produkcí rumu, mezi nejznámější portorické značky rumu patří Bacardí, Barrilio nebo Don Q
- Piña colada, jeden z nejznámějších míchaných drinků vůbec pochází původně z Portorika. Skládá se z rumu, kokosového mléka a ananasové šťávy
- Pivo
- Mavi, nealkoholický nápoj z cukru, kůry některých stromů a koření